# Edulica
Edulica, Edusa – rzymska bogini czczona jako opiekunka dzieci. Wierzono, że tak jak Potina i Cuba błogosławią sen i napoje dzieci, Edulica błogosławi ich jedzenie [Augustin. De civ. Dei IV 11; Varro, Ap. Non.; Arnob. III 25; Donat. Ad Terent. Phorm. I 1.11].